# Saint Lucia na Letnich Igrzyskach Olimpijskich 2012
Saint Lucia na Letnich Igrzyskach Olimpijskich 2012, które odbyły się w Londynie, reprezentowało 4 zawodników.
Był to piąty start reprezentacji Saint Lucia na letnich igrzyskach olimpijskich.

## Reprezentanci

### Lekkoatletyka
Mężczyźni
| Zawodniczka    | Konkurencja | Kwalifikacje | Kwalifikacje | Finał | Finał   |
| Zawodniczka    | Konkurencja | Wynik        | Miejsce      | Wynik | Miejsce |
| -------------- | ----------- | ------------ | ------------ | ----- | ------- |
| Darvin Edwards | Skok wzwyż  | NM           | –            | NQ    | NQ      |

Kobiety
| Zawodniczka    | Konkurencja | Kwalifikacje | Kwalifikacje | Finał | Finał   |
| Zawodniczka    | Konkurencja | Wynik        | Miejsce      | Wynik | Miejsce |
| -------------- | ----------- | ------------ | ------------ | ----- | ------- |
| Levern Spencer | Skok wzwyż  | 1,90         | 19.          | NQ    | NQ      |

### Pływanie
Kobiety
| Zawodnik          | Konkurencja      | Eliminacje | Eliminacje | Półfinał | Półfinał | Finał | Finał   |
| Zawodnik          | Konkurencja      | Czas       | Miejsce    | Czas     | Miejsce  | Czas  | Miejsce |
| ----------------- | ---------------- | ---------- | ---------- | -------- | -------- | ----- | ------- |
| Danielle Beaubrun | 100 m klasycznym | 1:11,12    | 36.        | NQ       | NQ       | NQ    | NQ      |

### Żeglarstwo
Kobiety
| Zawodnik   | Konkurencja  | Wyścig | Wyścig | Wyścig | Wyścig | Wyścig | Wyścig | Wyścig | Wyścig | Wyścig | Wyścig | Wyścig | Punkty | Finałowa pozycja |
| Zawodnik   | Konkurencja  | 1      | 2      | 3      | 4      | 5      | 6      | 7      | 8      | 9      | 10     | M*     | Punkty | Finałowa pozycja |
| ---------- | ------------ | ------ | ------ | ------ | ------ | ------ | ------ | ------ | ------ | ------ | ------ | ------ | ------ | ---------------- |
| Beth Lygoe | Laser Radial | 38.    | 37.    | 28.    | 38.    | 39.    | 29.    | 37.    | 37.    | 26.    | 23.    | EL     | 293    | 37.              |